# Sarah Phelps
Sarah Phelps (...) è una sceneggiatrice e produttrice televisiva britannica.

## Biografia
È nota per aver lavorato alla soap opera EastEnders, per aver realizzato diverse miniserie tratte dei romanzi di Agatha Christie, per aver adattato i romanzi di Charles Dickens Great Expectations e Oliver Twist e il romanzo di J. K. Rowling Il seggio vacante. Sarah Phelps si è impegnata a lavorare nel giro di cinque anni a un ciclo di cinque miniserie volte ad adattare cinque note storie della scrittrice Agatha Christie. Nel maggio 2025 BBC ha annunciato la produzione di una miniserie, tratta dal romanzo di Agatha Christie Nella mia fine è il mio principio, nuovamente adattata da Sarah Phelps.

## Filmografia
- EastEnders – serial TV, 94 puntate (2002-2016)
- Spine Chillers – serie TV, episodio 1x03 (2003)
- No Angels – serie TV, 3 episodi (2004-2006)
- Goldplated – serie TV, episodio 1x07 (2006)
- Oliver Twist, regia di Coky Giedroyc – miniserie TV (2007)
- HolbyBlue – serie TV, 3 episodi (2007-2008)
- Being Human – serie TV, episodio 3x05 (2011)
- Camelot – serie TV, episodio 1x05 (2011)
- Grandi speranze (Great Expectations), regia di Brian Kirk – miniserie TV (2011)
- The Crimson Field, regia di David Evans, Richard Clark e Thaddeus O'Sullivan – miniserie TV (2014)
- Il seggio vacante (The Casual Vacancy), regia di Jonny Campbell – miniserie TV (2015)
- Dieci piccoli indiani (And Then There Were None), regia di Craig Viveiros – miniserie TV (2015)
- Dickensian – serie TV, 5 episodi (2015-2016)
- Le avventure di Hooten & the Lady (Hooten & the Lady) – serie TV, 8 episodi (2016-2017)
- Testimone d'accusa (The Witness for the Prosecution), regia di Julian Jarrold – miniserie TV (2017)
- The White Princess, regia di Jamie Payne e Alex Kalymnios – miniserie TV, puntata 8 (2017)
- Le due verità (Ordeal by Innocence), regia di Sandra Goldbacher – miniserie TV (2018)
- Agatha Christie - La serie infernale (The ABC Murders), regia di Alex Gabassi – miniserie TV (2019)
- Dublin Murders – serie TV, 8 episodi (2019)
- Un cavallo per la strega (The Pale Horse), regia di Leonora Lonsdale – miniserie TV (2020)
- A Very British Scandal, regia di Anne Sewitsky – miniserie TV (2021)
- The Sixth Commandment, regia di Saul Dibb – miniserie TV (2023)